# Pomrowica leszczynówka
Pomrowica leszczynówka (Apoda avellana) – owad z rzędu motyli, z rodziny pomrowicowatych (Limacodidae).